# 格拉西莫维奇环形山
22°54′S 122°36′W / 22.9°S 122.6°W
格拉西莫维奇环形山（Gerasimovich）是月球背面南半部的一座古老大撞击坑，约形成于39.2～38.5亿年前的酒海纪，其名称取自出生于前苏联天文学家鲍里斯·彼得罗维奇·格拉西莫维奇（Boris Petrovich Gerasimovich，1889年-1937年），1970年被国际天文学联合会批准接受。

## 描述

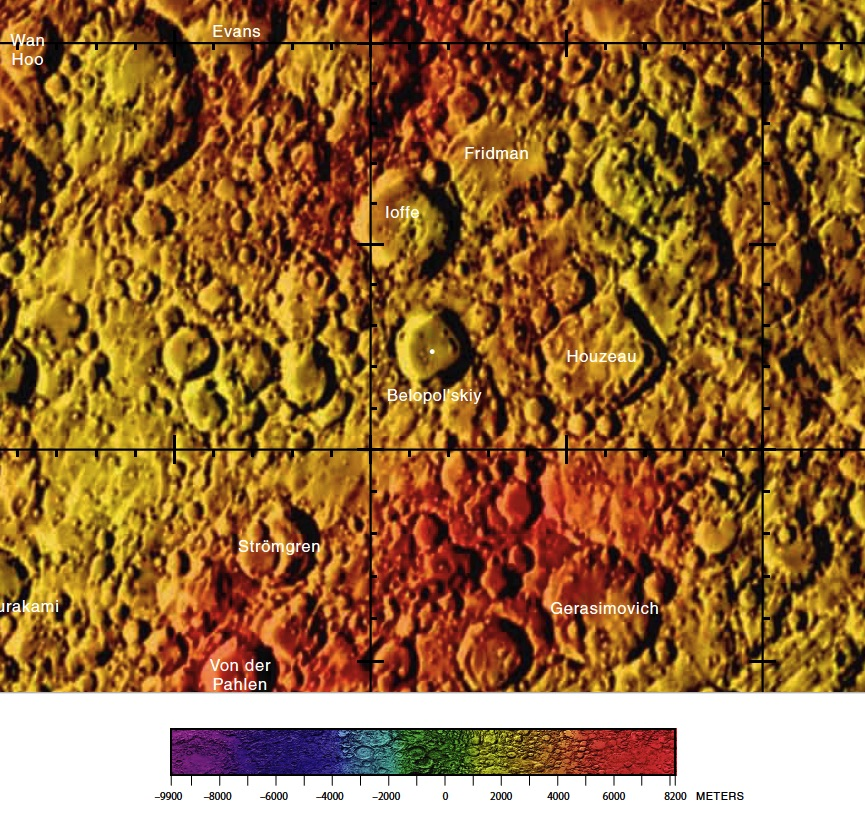
格拉西莫维奇环形山的周边，月球背面区域详图。

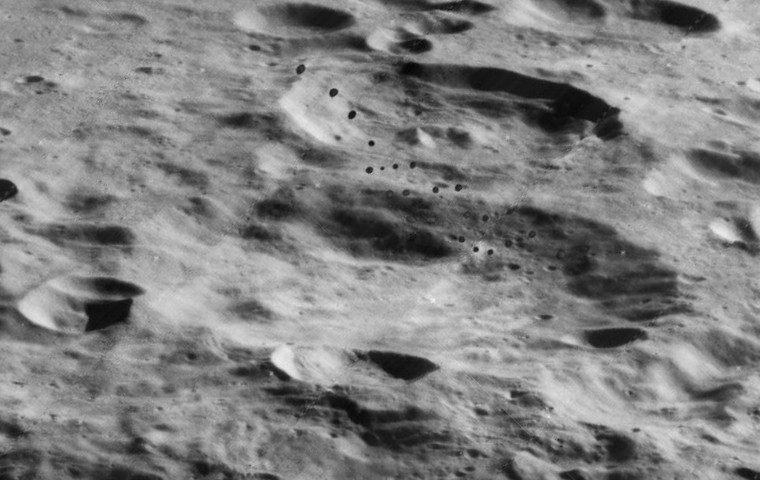
月球轨道器5号拍摄的西向斜视图

该陨坑位于环巨大的东方海撞击盆地溅射物覆盖层西侧，西面靠近斯特龙根环形山和冯·德帕伦环形山、西北毗邻别洛波利斯基环形山、更有古老的乌佐环形山位于它的北面、东北偏北及东南分别横亘了较小的沙隆热陨石坑和埃勒曼陨石坑，而南面则是已磨损的科诺普廖夫陨石坑。该陨坑中心月面坐标为22°57′S 123°25′W / 22.95°S 123.42°W，直径90.19公里，深度约2.83公里。
格拉西莫维奇环形山的坑壁已磨损、侵蚀，其边缘轮廓受相邻陨坑的撞击而明显扭曲变形，沿东北壁横跨了更年轻的卫星坑“格拉西莫维奇 D”、南侧壁穿切着一道蜿蜒的裂谷，而它的西南偏西侧则与壁沿峻峭的年轻卫星坑“格拉西莫维奇 R”相接壤。该环形山坑壁平均高出周边地形1420米，内部容积约7816.15公里3。坑内地表崎岖不平，没有其它醒目的地貌结构。
该陨坑位于月球正面的危海对跖点上，并与一处幅员近10000公里3的涡状结构有关。

## 卫星陨石坑
按惯例，最靠近格拉西莫维奇环形山的卫星坑将在月图上以字母标注在它的中心点旁边。
| 格拉西莫维奇 | 纬度    | 经度     | 直径    |
| ------------ | ------- | -------- | ------- |
| D            | 22.3° S | 121.6° W | 26 公里 |
| R            | 24.1° S | 125.9° W | 55 公里 |

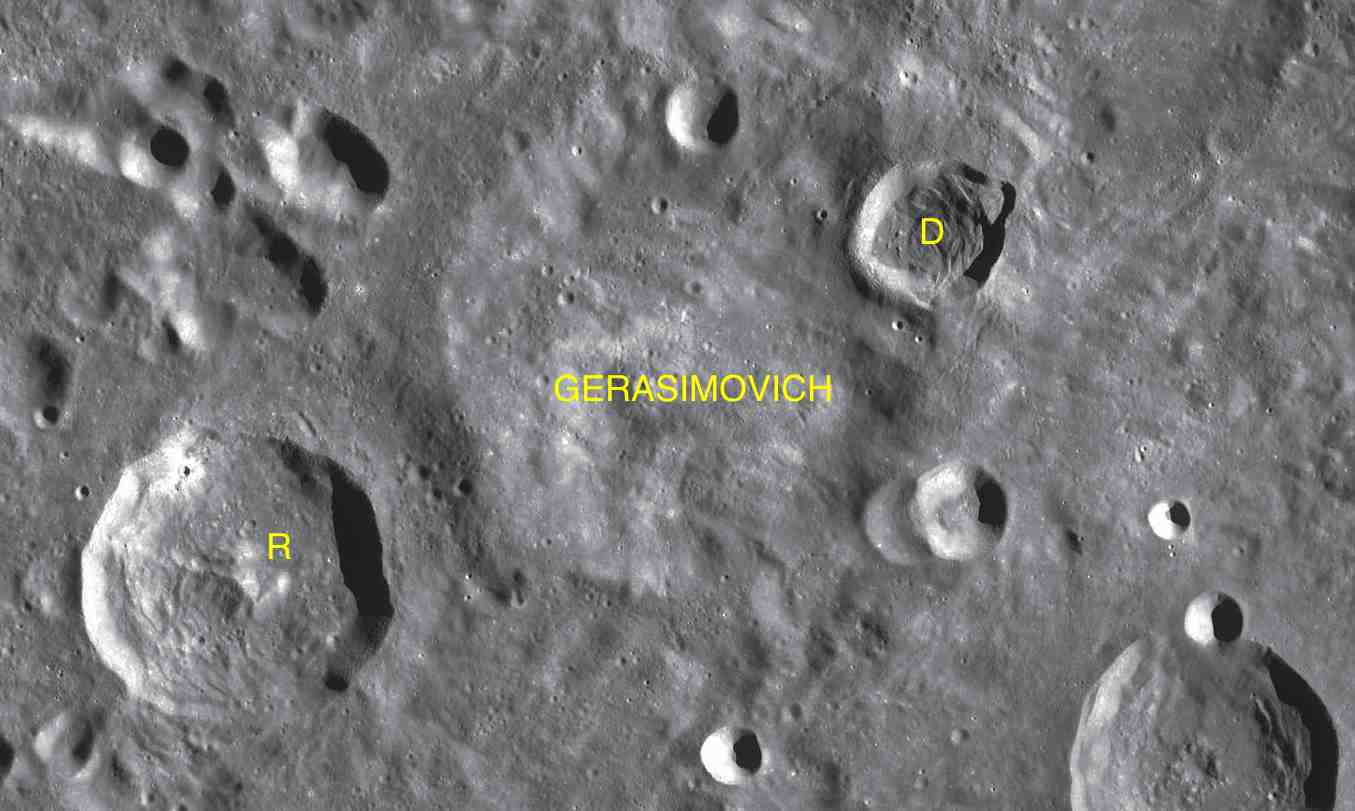
LAC-107 区域图

- 卫星坑“格拉西莫维奇 R”约形成于晚雨海世[1]。

## 另请参阅
- Andersson, L. E.; Whitaker, E. A. . NASA RP-1097. 1982.
- Blue, Jennifer. . USGS. July 25, 2007  [2007-08-05]. （原始内容存档于2013-02-13）.
- Bussey, B.; Spudis, P. . New York: Cambridge University Press. 2004. ISBN 978-0-521-81528-4.
- Cocks, Elijah E.; Cocks, Josiah C. . Tudor Publishers. 1995. ISBN 978-0-936389-27-1.
- McDowell, Jonathan. . Jonathan's Space Report. July 15, 2007  [2007-10-24]. （原始内容存档于2012-05-26）.
- Menzel, D. H.; Minnaert, M.; Levin, B.; Dollfus, A.; Bell, B. . Space Science Reviews. 1971, 12 (2): 136–186. Bibcode:1971SSRv...12..136M. doi:10.1007/BF00171763.
- Moore, Patrick. . Sterling Publishing Co. 2001. ISBN 978-0-304-35469-6.
- Price, Fred W. . Cambridge University Press. 1988. ISBN 978-0-521-33500-3.
- Rükl, Antonín. . Kalmbach Books. 1990. ISBN 978-0-913135-17-4.
- Webb, Rev. T. W.  6th revised. Dover. 1962. ISBN 978-0-486-20917-3.
- Whitaker, Ewen A. . Cambridge University Press. 1999. ISBN 978-0-521-62248-6.
- Wlasuk, Peter T. . Springer. 2000. ISBN 978-1-85233-193-1.